# 퀸스 갬빗 (드라마)
《퀸스 갬빗》(영어: The Queen's Gambit)은 넷플릭스에서 2020년 10월부터 방영된 미국의 드라마이다. 월터 테비스의 동명 소설을 원작으로 스콧 프랭크와 앨런 스콧이 기획하였다. 애니아 테일러조이, 빌 캠프, 모지스 잉그럼, 토머스 브로디생스터, 해리 멜링, 리베카 루트가 출연한다.
체스에 천재적인 재능을 타고난 엘리자베스 하먼이라는 소녀가 남자 선수들만이 즐비한 체스계에서 여성 선수로서 유례없이 연달아 우승하며 세계적인 체스 스타가 되고, 그 과정 속에서 역경과 고난을 겪지만 체스에 대한 열정과 주변 친구들의 깊은 우정으로 마침내 세계 최고의 체스 챔피언이 되는 이야기.

## 출연진
- 애니아 테일러조이 - 베스 하먼
  - 아일라 존스턴 - 아역
- 빌 캠프 - 샤이벨
- 모지스 잉그럼 - 졸린
- 크리스틴 사이델 - 헬렌 디어도프
- 리베카 루트 - 론즈데일 양
- 클로이 피리 - 앨리스 하먼
- 아켐은지 은디포르녠 - 퍼거슨씨
- 마리엘 헬러 - 앨마 휘틀리 부인
- 해리 멜링 - 해리 벨틱
- 패트릭 케네디 - 올스턴 휘틀리
- 제이컵 포춘로이드 - 타운스
- 토머스 브로디생스터 - 베니 와츠
- 마르친 도로친스키 - 바실리 보르고프
- 세르조 디치오 - 베스의 아버지

## 에피소드 목록
모든 에피소드는 2020년 10월 23일에 공개되었다.
| 회차 | 제목                     | 감독        | 각본        | 분량 |
| ---- | ------------------------ | ----------- | ----------- | ---- |
| 1    | "오프닝" "Openings"      | 스콧 프랭크 | 스콧 프랭크 | 59분 |
| 2    | "계산" "Exchanges"       | 스콧 프랭크 | 스콧 프랭크 | 65분 |
| 3    | "오류" "Doubled Pawns"   | 스콧 프랭크 | 스콧 프랭크 | 46분 |
| 4    | "미들게임" "Middle Game" | 스콧 프랭크 | 스콧 프랭크 | 48분 |
| 5    | "혼자" "Fork"            | 스콧 프랭크 | 스콧 프랭크 | 48분 |
| 6    | "포기" "Adjournment"     | 스콧 프랭크 | 스콧 프랭크 | 60분 |
| 7    | "엔드게임" "End Game"    | 스콧 프랭크 | 스콧 프랭크 | 67분 |